# Рамон Тріана
Рамон «Мончін» Тріана (ісп. Ramón "Monchín" Triana, 28 червня 1902, Мадрид — 7 листопада 1936, Паракуельйос-де-Харама) — іспанський футболіст, що грав на позиції нападника за мадридські «Атлетіко» та «Реал», а також національну збірну Іспанії.

## Клубна кар'єра
У дорослому футболі дебютував 1919 року виступами за команду «Атлетіко» (Мадрид), в якій провів дев'ять років, граючи в регіональних турнірах.
Із заснуванням загальнонаціонального чемпіонату Іспанії 1928 року перейшов до клубу «Реал Мадрид», куди його запросив Сантьяго Бернабеу, на той час секретар ради директорів клубу і поціновувач технічного стилю гри Тріани. Протягом чотирьох років взяв участь у 20 іграх «вершкових» в іспанської першості. Забив три голи у трьох іграх переможного для «Реала» сезону 1931/32, після якого завершив кар'єру.

## Виступи за збірну
1929 року провів одну гру у складі національної збірної Іспанії. До того, у 1924, був учасником футбольного турніру на тогорічній Олімпіаді.

## Загибель
Після повстання націонал-синдикалістів і початку Громадянської війни в Іспанії влітку 1936 року Рамон Тріана, що походив з релігійної родини, і двоє його братів були заарештовані республіканцями і ув'язнені у мадридській в'язниці Модело. 
З наближенням військ Франсіско Франко до столиці багатьох в'язнів Модело було вивезено до Паракуельйос-де-Харама і страчено в рамках акції, що стала відомою як різанина в Паракуельйосі. Датою смерті гравця вважається 7 листопада 1936 року.

## Титули і досягнення
- Чемпіон Іспанії (1):

«Реал Мадрид»: 1931/32